# Promecognathinae
Los promecognatinos (Promecognathinae) son una subfamilia de coleópteros adéfagos perteneciente a la familia Carabidae. Se conocen unas 10 especies en 7 géneros, más otro extinto en el Cretácico. Se distribuyen por la península ibérica, mitad sur de África y Norteamérica.

## Taxonomía
- Tribu Dalyatini Mateu, 2002
  - Género Dalyat Mateu, 2002
    - Dalyat mirabilis Mateu, 2002
- Tribu Palaeoaxinidiini McKay, 1991
  - Género Palaeoaxinidium McKay, 1991
    - Palaeoaxinidium orapense McKay, 1991
- Tribu Promecognathini LeConte, 1853
  - Género Axinidium Sturm, 1843
    - Axinidium africanum Sturm, 1843
    - Axinidium angulatum Basilewsky, 1963

  - Género Holaxinidium Basilewsky, 1963
    - Holaxinidium fitsimonsi Basilewsky, 1963

  - Género Metaxinidium Basilewsky, 1963
    - Metaxinidium leleupi Basilewsky, 1963
    - Metaxinidium nanum Basilewsky, 1963

  - Género Paraxinidium Basilewsky, 1963
    - Paraxinidium andreaei Basilewsky, 1963

  - Género Promecognathus Chaudoir, 1846
    - Promecognathus crassus LeConte, 1868
    - Promecognathus laevissimus Dejean, 1829
- Tribu Palaeoaxinidiini†